# Dambuster Studios
 (juin 2019).
Si vous disposez d'ouvrages ou d'articles de référence ou si vous connaissez des sites web de qualité traitant du thème abordé ici, merci de compléter l'article en donnant les références utiles à sa vérifiabilité et en les liant à la section « Notes et références ».
Dambuster Studios est un développeur de jeux vidéo britannique basé à Nottingham, en Angleterre. Le studio a été créé par Deep Silver, le 30 juillet 2014, pour reprendre le développement de Homefront: The Revolution.
En 2023, leur deuxième jeu sort, il s'agit de Dead Island 2.

## Historique
Dambuster Studios a été fondé le 30 juillet 2014. Son prédécesseur, Crytek UK (anciennement connu sous le nom de Free Radical Design), était une filiale de Crytek. En 2014, Crytek a subi une crise financière et n'a pas été en mesure de payer les salaires des membres du personnel du studio britannique. À l’époque, la société travaillait sur Homefront: The Revolution, mais Crytek décida de vendre la franchise à Deep Silver et ferma Crytek UK. La plupart des membres de son personnel ont été transférés a Dambuster Studio, un studio fondé par Deep Silver, conformément au droit britannique, pour continuer le développement de Homefront: The Revolution,.
Dambuster Studios est la troisième équipe de développement interne de Deep Silver, après Volition et Fishlabs.
En août 2019, il est annoncé que Dambuster Studios a repris le développement de Dead Island 2, il est sorti le 21 avril 2023, soit 4 ans après cette annonce.

## Ludographie
| Date de sortie | Titre                     | Plates-formes                                                          |
| -------------- | ------------------------- | ---------------------------------------------------------------------- |
| 2016           | Homefront: The Revolution | Linux, MacOS, Microsoft Windows, PlayStation 4, Xbox One               |
| 2023           | Dead Island 2             | Microsoft Windows, PlayStation 4, PlayStation 5, Xbox One, Xbox Series |